# Live in Philly 2010
Live in Philly 2010 es el primer álbum en vivo lanzado por el grupo musical estadounidense Halestorm.
El álbum se encontraba disponible pre-ordenándolo el 21 de octubre de 2010, pero no fue lanzado a la venta en general hasta el 16 de noviembre de 2010. El álbum fue grabado en el TLA de Filadelfia, Pennsylvania el 30 de abril de 2010 y cuenta con un CD y un DVD.

## Lista de canciones (CD)
1. "It's Not You" –
2. "Innocence" –
3. "Bet U Wish U Had Me Back" –
4. "Love/Hate Heartbreak" –
5. "I'm Not An Angel" –
6. "Familiar Taste of Poison" –
7. "Boom City" –
8. "Nothing to Do with Love" –
9. "Dirty Work" –
10. "I Get Off" –
11. "Tell Me Where It Hurts" –
12. "Better Sorry Than Safe" –

## Lista de canciones (DVD)
1. "Intro." –
2. "It's Not You" –
3. "What Were You Expecting" –
4. "Innocence" –
5. "Bet U Wish U Had Me Back" –
6. "Love/Hate Heartbreak" –
7. "I'm Not An Angel" –
8. "Familiar Taste of Poison" –
9. "Boom City" –
10. "Nothing to Do with Love" –
11. "Dirty Work" –
12. "I Get Off" –
13. "Tell Me Where It Hurts" –
14. "Better Sorry Than Safe" –

## Posicionamiento en las listas
| Chart (2010)                   | Posición |
| ------------------------------ | -------- |
| U.S. Billboard 200             | 48       |
| Billboard Top Rock Albums      | 56       |
| Billboard Top Hard Rock Albums | 34       |